# Neoseiulus lushanensis
Neoseiulus lushanensis är en spindeldjursart som först beskrevs av Zhu och Chen 1985.  Neoseiulus lushanensis ingår i släktet Neoseiulus och familjen Phytoseiidae. Inga underarter finns listade i Catalogue of Life.